# 하드로사우루스

하드로사우루스(Hadrosaurus)는 중생대 백악기 후기(약 8,000만년 전~7,000만년 전)에 서식한 대형 초식공룡이다. 학명은 '튼튼한 도마뱀'의 의미를 가지고 있다. 1838년 처음 발견 화석이 발견되었고, 1858년에 본격적인 발굴이 진행되었다. 그 결과 8개의 이빨, 아래턱 일부, 거의 완전한 사지가 발굴되고, 고생물학자 조지프 레이디에 의해 학명이 지어졌다. 북아메리카에서 발견된 공룡으로서는 처음이었다. 조지프 레이디는 하드로사우루스의 골격 특징을 볼 때, 영국에서 발견된 이구아노돈과 유사하다고 보았다. 하드로사우루스의 성질은 온순하고 무리지어 생활하며, 몸 전체 길이는 약 7~14m정도이고, 체중은 약 7t정도 나갔을 것으로 추정된다.

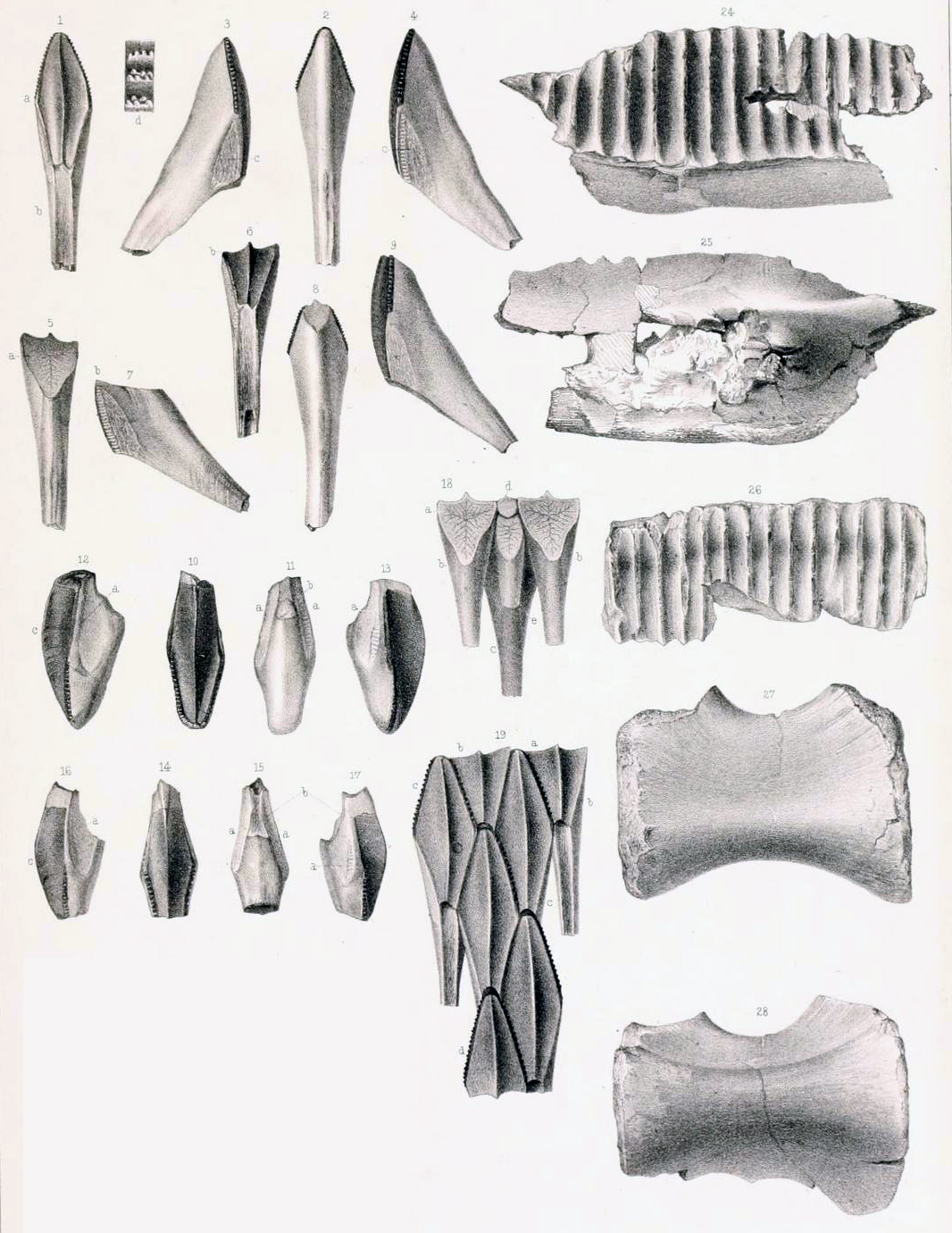
하드로사우루스의 치아 및 척추 뼈 일부